# Olympos Mons
Olympos Mons est un groupe de heavy metal mélodique finlandais, originaire de Hanko. Le groupe se sépare en 2010.

## Biographie
Le groupe est formé en 2002 par deux passionnés de metal symphonique. Leur première démo, Seven Seas, est publiée en août la même année. En automne 2004 sort le premier album du groupe, Conquistador, au label Limb Music Productions. L'album est relativement bien accueilli par la presse spécialisée,. En décembre 2004, le bassiste Krister Lundell se joint à Olympos Mons, complétant la formation qui manquait d'un bassiste.
En février 2007, Olympos Mons signe un contrat au label Scarlet Records. En juin 2007, le groupe annonce la date de sortie, la liste des titres, et la couverture de son prochain album,.. Le 15 juillet 2007, le groupe publie son deuxième album Medievil. L'album est mixé par Janne Saksa au Sound Supreme Studios de Hämeenlinna et masterisé aux studios Finnvox de Helsinki. le groupe poste en février 2008 le clip de sa chanson Frozen issue de Medievil. Le groupe se sépare en 2010.

## Membres

### Anciens membres
- Ian E. Highhill - chant
- Krister Lundell - basse
- Mikko Sepponen - batterie
- Jari Sundström - guitare

### Membres invités
- Vili Ollila - clavier

## Discographie

### Albums studio
- 2004 : Conquistador
- 2007 : Medievil

### Démo
- 2002 Seven Seas